# Franz Xavier Machatius
Franz Xaver Machatius (ur. 7 lipca 1821 w Grabowie k. Krotoszyna, zm. 10 listopada 1900 w Gnieźnie) – burmistrz Środy Wielkopolskiej w 1851 r. i Gniezna w latach 1852-1895.
Uczył się w szkole w Poznaniu, w środowisku wielonarodowym. W 1837 ukończył niemiecką Wyższą Szkołę Obywatelską. Pracował jako sekretarz w biurze rzecznika Giescha, następnie w biurze Sądu Ziemiańskiego w Poznaniu oraz w latach 1845-50 w dyrekcji policji w Poznaniu. Jako biegle władający językiem polskim trafił do Środy najpierw jako tłumacz, by w 1851 objąć funkcję komisarycznego burmistrza Środy. W Środzie zaskarbił sobie duże zaufanie większości obywateli i Rada Miasta postanowiła jednogłośnie wybrać go burmistrzem.
Po objęciu w 1852 roku przez Machatiusa stanowiska burmistrza Gniezna, nastąpiła dynamiczna rozbudowa miasta. Powstały liczne budynki użyteczności publicznej, zakłady miejskie (ich  spadkobiercami jest wiele obecnie istniejących spółek komunalnych), rozwinięto sieć komunikacyjną. Inicjatorem większości tych przedsięwzięć był właśnie burmistrz. Jak podał półoficjalny organ prasowy „Neueste Mittheilungen” z 28 października 1888, Franz Machatius uzyskał tytuł nadburmistrza (Oberbürgermeister).
Machatius związany był z gnieźnieńską masonerią. Był honorowym członkiem Bractwa kurkowego. 
W roku 1853 poślubił Marie Hertzler (ur. 1 lipca 1826, zm. 18 czerwca 1890); z małżeństwa tego urodziło się dwóch synów: Brunon i Franz Gotlieb Samuel.